# Isaszegi induló

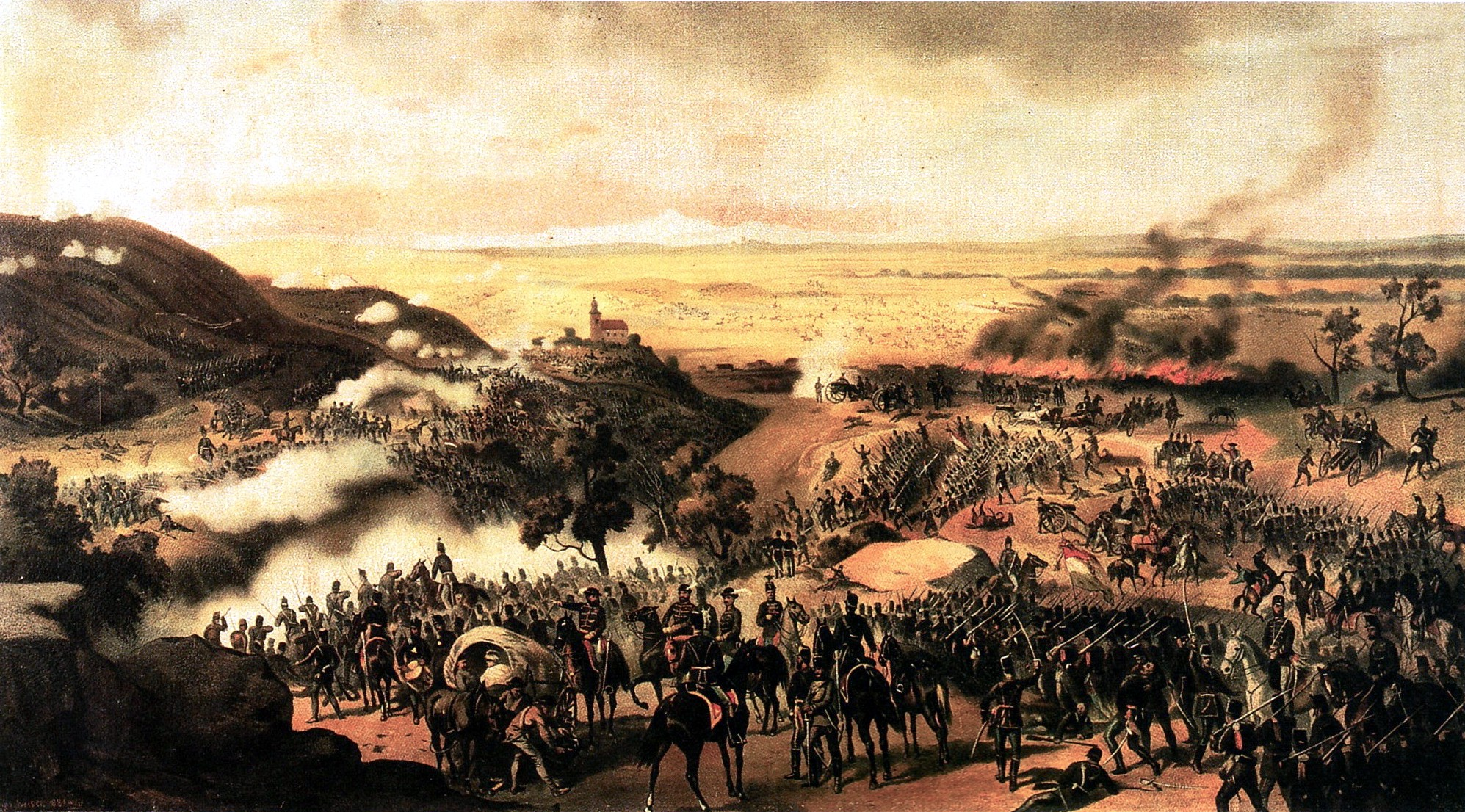
Az isaszegi csata 1849. április 6-án, Görgei Artúr fővezérletével, Aulich Lajos, Damjanich János, és Klapka György részvételével a magyar honvédsereg győzelmet aratott az osztrák hadak fölött

Az Isaszegi indulót az 1849. április 6-án lezajlott, osztrákok elleni győzedelmes isaszegi csata századik évfordulója alkalmából írta Raics István. A dalt Szuk Mátyás hangszerelte.
Az induló alapja az 1836-ban Gungl József által írt Magyar induló.
Dózsa György az 1514-es parasztfelkelés vezére volt. 1949-ben a név említésének az a célja, hogy a forradalmi hagyományokat a parasztfelkelésig vezesse vissza.

## Szövege és dallama
| Dózsa népe, bontsd ki zászlód, itt a helyed, Őseinknek akarata jár teveled, jobb magyar jövendő, kürt szava harsog a földeken át. Jólétben független, szép Magyarország nyer ma csatát. | Dózsa népe, jobbágy sarja mondd ki a szót, Tárd ki szíved, halld meg hát az új riadót, Jobb magyar jövendőt, kürt szava harsog a földeken át, Jólétben független, szép Magyarország nyer ma csatát. |

## Felvételek
- Isaszegi induló. Budapesti Koncert Fúvószenekar, vezényel Borst Rudolf  YouTube (1963. november 30.)  (Hozzáférés: 2016. október 24.) (audió)
- Isaszegi induló. YouTube (2009. április 13.)  (Hozzáférés: 2016. október 24.) (audió)
- Isaszegi induló. Ibrányi fúvószenekar  YouTube (2009)  (Hozzáférés: 2016. október 24.) (videó)
- Fel, vörösök, proletárok! Vágó Ernő. Budapest: Zeneműkiadó. 1960.   122. o.
- Best of Communism: Egy évszázad mozgalmi dalai. Reviczky Béla. (hely nélkül): Rózsavölgyi és Társa.  43. o.